# 增頻磁鐵
增頻磁鐵（英語：wiggler）是應用在同步加速器中的一種裝置，內置很多磁體，以特定的方式排列，使得帶電粒子束通過時產生橫向週期性往復擺動，這導致其加速度發生變化，因而能夠釋放與電子束方向相切的同步輻射。